# Ajdovščina (khu tự quản)
Ajdovščina là một khu tự quản của Slovenia. Ajdovščina có diện tích 245,2 km², dân số là 18.095 người (năm 2002). Khu tự quản nằm ở thung lũng Vipava, tây nam Slovenia. Khu tự quản được thành lập năm 1994. Trụ sở của.

## Người nổi tiếng
- Martin Baučer (1595–1668), nhà lịch sử học
- Anton Čebej (1722–1774), họa sĩ
- Miša Cigoj (born 1982), Vận động viên khiêu vũ thể thao
- Josip Križaj (1911–1948), phi công
- Karel Lavrič (1818–1876), chính trị gia
- Danilo Lokar (1892–1989), tác giả
- Veno Pilon (1896–1970), họa sĩ
- Marijan Poljšak (born 1945), chính trị gia
- Edi Šelhaus (1919–2011), thợ ảnh
- Avgust Žigon (1877–1941), nhà lịch sử học